# 市川晃
市川 晃（いちかわ あきら、1954年11月12日 - ）は、日本の実業家。住友林業株式会社取締役会長、コニカミノルタ株式会社取締役、公益社団法人経済同友会副代表幹事。
住友林業株式会社国際事業部部長、住友林業株式会社経営企画部部長、住友林業株式会社常務、住友林業株式会社社長などを歴任した。

## 来歴

### 生い立ち
兵庫県尼崎市生まれ。兵庫県立尼崎北高等学校を経て、1978年関西学院大学経済学部を卒業し、住友林業入社。

### 実業家として

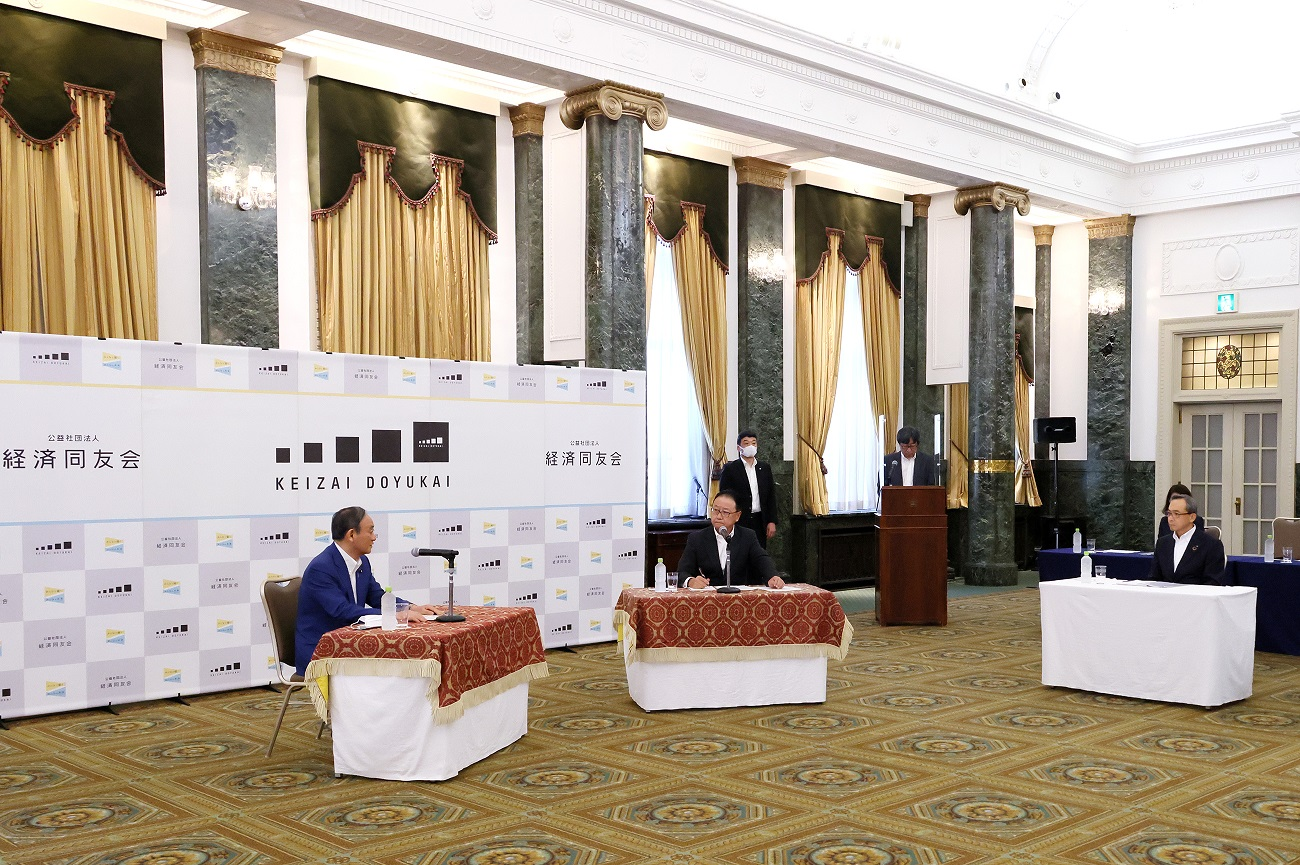
2021年8月19日、内閣総理大臣菅義偉（左）、経済同友会代表幹事櫻田謙悟（中央）と

1996年シアトル出張所長。2002年営業本部国際事業部長。2007年経営企画部長。2008年取締役常務執行役員に昇格。
2010年から住友林業代表取締役社長を務め、熊谷組との資本提携などを進めた。2016年日本木造住宅産業協会会長、住宅生産団体連合会副会長。2017年経済同友会副代表幹事。2018年内閣府地方制度調査会会長。2019年岐阜県立森林文化アカデミー特別招聘教授。2021年コニカミノルタ取締役。